# Laccophilus deceptor
Laccophilus deceptor är en skalbaggsart som beskrevs av Guignot 1953. Laccophilus deceptor ingår i släktet Laccophilus och familjen dykare. Inga underarter finns listade i Catalogue of Life.